# Stosunki polsko-jordańskie
Stosunki między Polską Rzeczpospolita Ludową a Jordanią zostały nawiązane 20 lutego 1964 roku.
W 2003 roku w Ammanie otwarto polską ambasadę, co przyczyniło się do wzmocnienia relacji dwustronnych. Intensyfikacja kontaktów politycznych nastąpiła po 2016 roku, czego wyrazem była wizyta prezydenta Andrzeja Dudy w listopadzie 2016 roku, wizyta króla Jordanii w Polsce w październiku 2021 roku oraz wizyty polskich ministrów spraw zagranicznych w Jordanii.
Podstawę prawną dwustronnych stosunków gospodarczych: stanowią m.in.:
- umowa o międzynarodowych przewozach drogowych z 30 listopada 1978 roku
- umowa o komunikacji lotniczej z 22 listopada 1993 roku
- umowa ws. unikania podwójnego opodatkowania i zapobiegania uchylaniu się od opodatkowania w zakresie podatku od dochodu z 1997 roku
- umowa o wzajemnym popieraniu i ochronie inwestycji z 1997 roku
- umowa o współpracy w dziedzinie turystyki z 2004 roku

Według danych z lat 2019-2023 Polska corocznie notowała nadwyżkę w handlu z Jordanią. W 2023 roku wartość obrotów handlowych między oboma państwami wyniosła 136,6 mln USD. Polski eksport (111,8 mln USD) obejmował przede wszystkim pralki, ciągniki drogowe i artykuły rolno-spożywcze.
Od 2012 roku Jordania jest jednym z partnerów programu polskiej pomocy rozwojowej. Wsparcie obejmuje m.in. szkolenie miejscowych medyków oraz dostawy leków i środków medycznych. Beneficjentami pomocy są uchodźcy z Syrii i Iraku oraz  lokalna społeczność jordańska.
Kontakty naukowe dotyczącą głównie dziedziny badań archeologicznych.